# Kicze
Kicze (Quiché) – grupa etniczna zamieszkująca tereny środkowej i zachodniej Gwatemali, odłam Majów. W 1990 ich liczebność wynosiła ok. 900 tysięcy. Posługują się językiem kicze z rodziny majańskiej. W czasach prekolumbijskich tworzyli rozwiniętą cywilizację, w XVI wieku podbici przez Hiszpanów. 
Do tradycyjnych zajęć ludu Kicze zalicza się uprawa zbóż, chów zwierząt, a także garncarstwo i tkactwo. Kicze są w większości katolikami, częściowo zachowali jednak dawne wierzenia i obyczaje.